# Romerska inkvisitionen

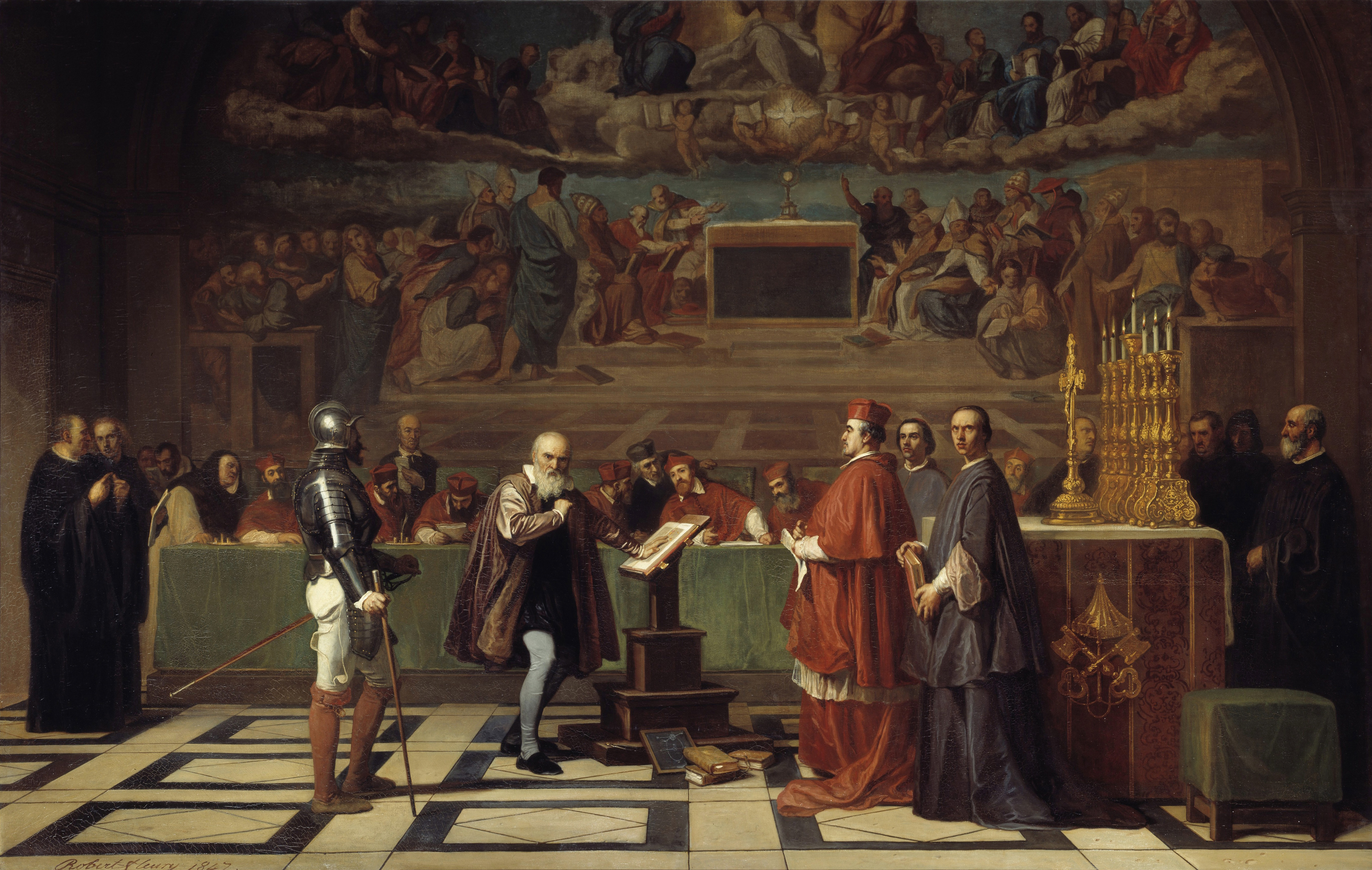
Galileo before the Holy Office, a 19th-century painting by Joseph-Nicolas Robert-Fleury

Romerska inkvisitionen, formellt kallad Heliga kongregationen för den romerska och universella inkvisitionen var den inkvisition som övervakade den romersk-katolska kyrkans doktrin i Kyrkostaten och övriga Italien mellan 1542 till 1908.  Den grundades under motreformationen och var tillsammans med den spanska inkvisitionen och den portugisiska inkvisitionen en av de tre berömda nationella inkvisitioner som avlöste medeltidens tillfälliga inkvisitioner. Den avskaffades av Napoleon I 1799 men återupprättades efter Napoleons fall 1814.  Dess sista större mål ägde rum år 1858.  År 1870 upplöstes Kyrkostaten i Italien.  Inkvisitionen omvandlades 1908 till  Heliga kongregationen för heliga tjänsten, och 1965 till Troskongregationen.

## Historik

### Grundande
Efter 1215 inrättades tillfälliga inkvisitionsdomstolar runtom i Europa, men dessa var som regel tillfälliga och upplöstes sedan de fall de hade inrättats för att sköta var avklarat. Reformationen på 1500-talet gjorde att katolska kyrkan såg behov av en permanent institution, särskilt sedan den Spanska Inkvisitionen hade blivit permanent. 
Den Romerska inkvisitionen grundades initialt för att förhindra spridningen av protestantismen i de italienska staterna, och var som sådan en del av motreformationen. Den hade sitt högkvarter i Rom men sände ut sina representanter till övriga italienska stater vid behov, och grundade även lokaldomstolar i flera italienska stater. Sicilien lydde dock under Spanien och därför låg den under den Spanska Inkvisitionen. Malta hade sin egen inkvisition 1561-1798, Köln 1435-1794, och Avignon till 1790.  
Romerska inkvisitionen hade utsända även i andra länder, så som Frankrike och Polen, men dessa lokala inkvisitioner kom aldrig att bli permanenta. När inkvisitorn i Frankrike avled 1557, fanns det planer om att grunda en permanent Fransk inkvisition, men planerna kunde aldrig realiseras på grund av att Parisparlamentet uppfattade att en sådan myndighet skulle hota deras auktoritet i Paris. Det fanns lokala franska inkvisitionsdomstolar i Toulouse, Carcasonne och Languedoc, men dessa kunde i praktiken inte fungera efter 1598, när kungen utfärdade trosfrihet för hugenotterna. 
I Polen ersattes aldrig inkvisitorn 1552, eftersom Polen vid denna tid införde en policy om religiös tolerans av politiska skäl.

### Verksamhet
Romerska inkvisitionen fokuserade främst på kätteri, och till skillnad från sina motsvarigheter i Portugal och Spanien förföljde den inte judar. Den hanterade också mål om häxeri, men var i allmänhet betydligt mildare i sina domar om trolldom än den sekulära italienska domstolarna. Dess förföljelse av Benandantirörelsen är väl känd, men trots att den hanterade många trolldomsmål mot Benandanti, utdömde den mycket sällan dödsstraff. 
Domstolen hanterade en lång rad berömda fall. Bland dess åtalade nämns Copernikus, Galileo,  Franciscus Patricius, Giordano Bruno, Tommaso Campanella, Gerolamo Cardano, Cesare Cremonini, Camilla Erculiani, Domenico Scandella och Fulgenzio Manfredi.
Romerska inkvisitionen var mycket aktiv fram till mitten av 1600-talet, då avrättningarna började minska och domstolen i sin helhet började mildras. Vincenzo Pellicciari, avrättad i Modena 1727, anges ha varit den sista person som avrättades av Romerska inkvisitionen. 

### Upphörande
Under upplysningstiden på 1700-talet upphörde i praktiken dess verksamhet nästan helt utanför själva Kyrkostaten. Lokala italienska härskare förbjöd de lokala domstolarna för att de kränkte deras egen auktoritet och krävde att själva få utnämna inkvisitionerna, något kyrkan inte gå med på, vilket ledde till permanenta vakanser; och kätteri- och häxerimål överfördes till sekulära domstolar, som vid samma tid slutade ta emot sådana mål på grund av upplysningsidéerna. Neapel avskaffade inkvisitionen 1746, vilket sedan följdes av andra stater.   
I Kyrkostaten, som då styrdes av påven och som utgjordes av mellersta Italien, var Romerska inkvisitionen fortsatt verksam fram till Italiens enande 1870. Den hade också kvar sina lokaldomstolar där fram till 1860. Efter 1870 har den under ett annat namn endast utgjort en myndighet inom katolska kyrkan för att säkerställa en korrekt doktrin för religionen.